# Ntoke
Ntoke is een bestuurslaag in het regentschap Bima van de provincie West-Nusa Tenggara, Indonesië. Ntoke telt 1912 inwoners (volkstelling 2010).